# サッパカマ
猿袴（さっぱかま、さるっぱかま）は、東北地方に伝わる伝統的な農作業着。立体的なシルエットが特徴であり、地域の伝統織物会津木綿を用いて作られる。
もとは下級武士が履いていた立付が野良着として山袴として定着しその一種として派生した猿袴(さるばかま)の方言での呼称である。
現在も会津地域の事業者や個人が会津木綿を用いて作り続けており、その文化が地域で残り続けている。